# Cedar Creek Mine Ride
Cedar Creek Mine Ride in Cedar Point (Sandusky, Ohio, USA) ist eine Minen-Stahlachterbahn vom Typ Mine Train des Herstellers Arrow Dynamics, die am 24. Mai 1969 eröffnet wurde. Sie ist sowohl eine der ersten Achterbahnen, die von Ron Toomer konstruiert wurde, als auch eine der ersten Achterbahnen des Herstellers.
Die 774 m lange Strecke erreicht eine Höhe von 15 m und verfügt über zwei Lifthills.

## Züge
Cedar Creek Mine Ride besitzt vier Züge mit jeweils fünf Wagen. In jedem Wagen können sechs Personen (drei Reihen à zwei Personen) Platz nehmen.